# Яблоневка (Гурьевский район)
Яблоневка — посёлок в Гурьевском городском округе Калининградской области. Входит в состав Новомосковского сельского поселения.

## Население
| 2002 | 2010 | 2011 |
| ---- | ---- | ---- |
| 410  | ↗464 | →464 |

## История
Первое упоминание поселения относится к 1304 году.
В 1910 году в Лихтенхагене проживало 378 человек, в 1933 году — 304 человека, в 1939 году — 320 человек.
В 1950 году Лихтенхаген был переименован в поселок Яблоневку.